# Consumer Technology Association
Die Consumer Technology Association (CTA), vormalig Consumer Electronics Association (CEA), ist ein Wirtschaftsverband für elektronisches Konsumgut in den USA. Die CEA veranstaltet jährlich die Consumer Electronics Show.
Der Verband entstand Ende 1999 durch Umbenennung der Consumer Electronics Manufacturers Association (CEMA) und Gründung als separate Organisation. Die CEMA, die Mitte der 1990er Jahre rund 400 Unternehmen mit etwa 700 Produktionsstätten in den Vereinigten Staaten umfasste, war ein Sektor der Electronic Industries Association (EIA).